# Limogne-en-Quercy
Limogne-en-Quercy is een gemeente in het Franse departement Lot (regio Occitanie) en telt 724 inwoners (1999). De plaats maakt deel uit van het arrondissement Cahors en ligt in de historische regio Quercy.

## Geografie
De oppervlakte van Limogne-en-Quercy bedraagt 32,5 km², de bevolkingsdichtheid is 22,3 inwoners per km².
De gemeente ligt ligt op de kalkhoogvlakte Causse de Limogne.

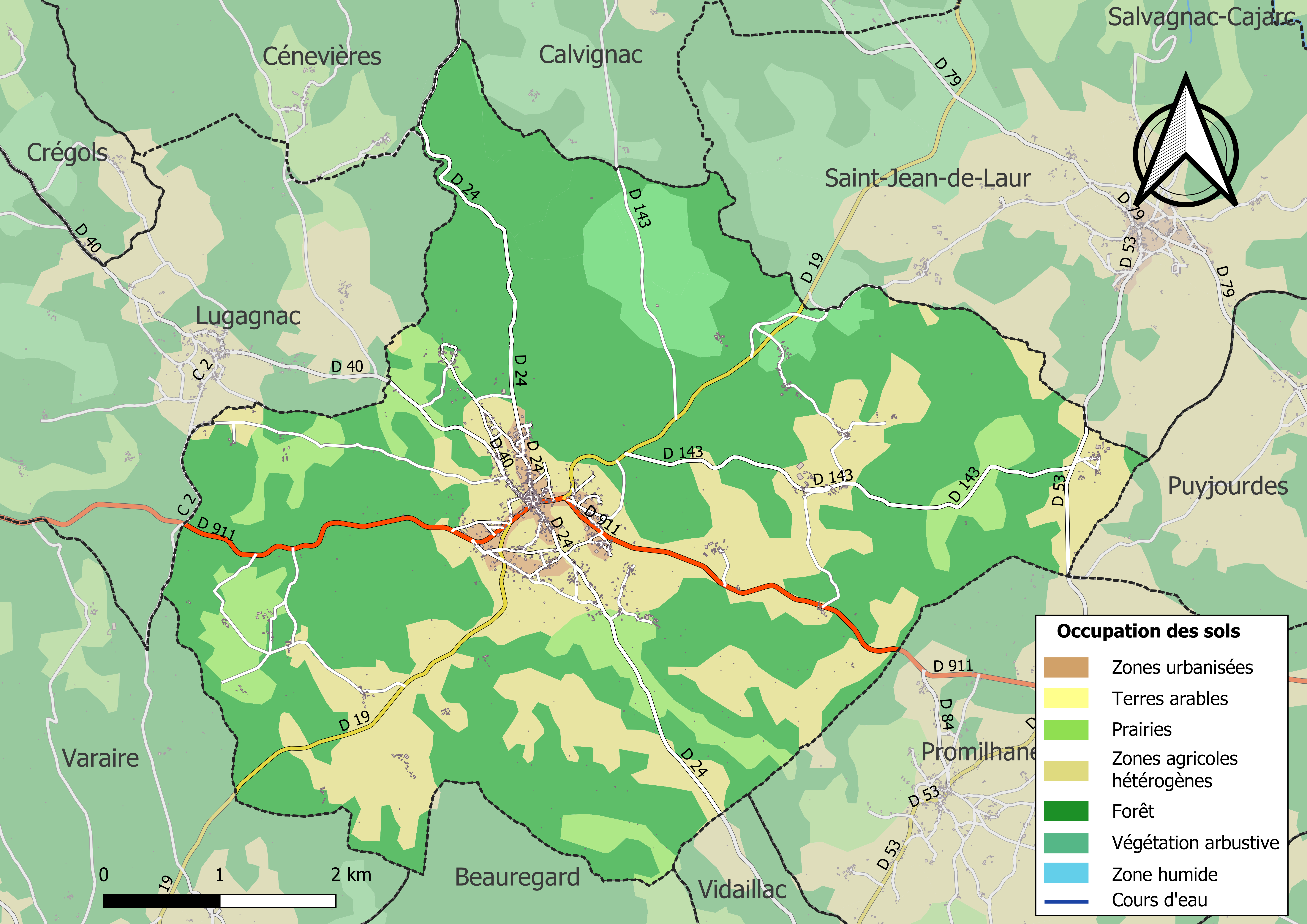
Kaart van de gemeente met de belangrijkste infrastructuur, bodemgebruik en omliggende gemeenten

## Demografie
Onderstaande figuur toont het verloop van het inwonertal (bron: INSEE-tellingen).